# Jezioro Marianowskie
Jezioro Marianowskie – jezioro rynnowe w Polsce na rzece Krępie na Pojezierzu Ińskim. Administracyjnie leży na obszarze gminy Marianowo w powiecie stargardzkim w województwie zachodniopomorskim pomiędzy wsiami Marianowo na zachodzie i Wiechowo na wschodzie. Powierzchnia jeziora wynosi 82 ha.
Według typologii rybackiej jest jeziorem sandaczowym. 
W pobliżu rzeka tworzy również mniejsze Jezioro Wiechowskie.